# توتو کاپ
 توتو کاپ  مسابقات فوتبالی است که در کشور اسرائیل از سال ۱۹۸۴ تاکنون برگزار می‌شود. باشگاه فوتبال مکابی تل‌آویو با ۹ قهرمانی پرافتخارترین تیم این سری مسابقات به حساب می‌آید.